# XR-1 (航空機)

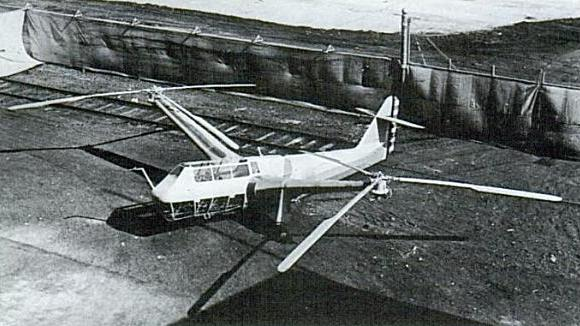
試験初期のXR-1

プラット・ルページ XR-1（Platt-LePage XR-1、社内記号 PL-3）は、アメリカ合衆国のツイン・ローター形式の初期のヘリコプターである。ペンシルベニア州エディストーンのプラット・ルページ飛行機（Platt-LePage Aircraft Company）が開発した。1940年初めのアメリカ陸軍航空隊の設計コンペで選ばれ、1941年にアメリカ陸軍航空隊が評価した最初のヘリコプターとなった。試験で多くのトラブルが発生し、他のヘリコプターの実用化が先行したため、1945年に開発は中止された。

## 概要
1939年に開発が開発され、PL-3は1940年の設計コンペで、ボート・シコルスキー社のヘリコプターや他社のオートジャイロにを抑えて1940年5月に選ばれ、試作機製作の契約が結ばれた。7月に静的テスト機が引き渡された。飛行試験用の引渡しは1941年1月の契約であったが、完成は3ヶ月遅延した。XR-1の設計はプラット・ルページの創立者の一人のウィン・ルページがヨーロッパで感銘を受けたドイツのフォッケウルフ Fw 61に似ていた。
プラット・アンド・ホイットニー、R-985星型エンジンが胴体に搭載され、並列に配列した翼形のパイロンに取り付けられた3枚羽の2つのローターを駆動した。鋼管構造に羽布張りの機体で固定脚と尾脚が取り付けられた。車輪は自在回転式で、地上での作業性を向上させていた。乗員は2人で操縦士は前席に搭乗し、観測士は後席に搭乗した。陸軍の観測機として開発されたため、良好な視界が確保されていた。観測機のスチンソン YO-54や、オートジャイロのケレット YG-1Bとの比較が求められた。
数ヶ月の地上試験の後、1941年5月12日に初飛行を試みたが、トラブルで自由飛行は6月23日に延期され、飛行高度も数フィート内にとどまった。操縦性や振動の問題が判明し、多くの改造が加えられたが、問題点は解決できなかった。プラット・ルページのテストパイロットは回転翼機を信用しておらず、フルパワーで飛行することを拒んだため、陸軍航空隊の回転翼機のプロジェクトの責任者のH.フランクリンが自ら操縦し、160km/hの速度で飛行した。
1943年から陸軍航空隊による実用試験が開始されたが、構造試験の結果からの構造強化のためや7月の事故の発生で評価は遅延していった。改良型の試作機の契約が結ばれ、1943年5月に改良型がXR-1Aが飛行した。XR-1Aは操縦士、観測士の配置が変更され、視界が改良された。XR-1よりも性能は向上したが、操縦性の問題は解決されなかった。1944年10月に長距離飛行試験のときにローターハブの故障で、着陸時に機体が破損し、廃棄された。代替機としてXR-1を修理し、7機のXR-1Aの実用試験YR-1Aの生産契約も結ばれたが、その時点で飛行試験で好成績を収めていたボート・シコルスキー VS-300に当局の関心は移っており、YR-1Aの引渡しは1945年1月までに完了することが要求され、資金的問題や技術課題のために、日程は実現できなかった。1945年4月契約はキャンセルされた。
契約打ち切り後、XR-1はプラット・ルページに返却され、プラット・ルページは民間用に転用を計画していたが、資金難から1946年半ばにXR-1の開発は取りやめられ、スミソニアン協会で保存されることになった。
破損したXR-1Aは、スクラップとしてプラット・ルページの元テストパイロットで戦後の航空ブームにのってHelicopter Air Transport社を設立したルー・リービットに買われ、飛行可能な状態に修理されたが、会社はすぐに破綻した。修理されたXR-1Aはプラット・ルページの従業員でパイアセッキ・ヘリコプターの創立者であるフランク・パイアセッキに売却され、パイアセッキは機体をティルト・ローターのPA-2Bの開発に利用しようとしたが、PA-2Bもモックアップの段階で計画は中止された。

## 性能･主要諸元
- 乗員：2名
- 全長：8.94m
- 胴体全長：19.41m
- 全高：2.74m
- 主回転翼直径：9.60x2
- 主回転翼枚数：3枚
- 全備重量：2,145kg
- 最高速度：177km/h